# أماري ميلر
أماري ميلر (بالإنجليزية: Amari Miller)‏ هو لاعب كرة قدم بريطاني، ولد في 4 نوفمبر 2002 في برمنغهام في المملكة المتحدة.